# Fiordaliza Cofil
Fiordaliza Cofil (27 de outubro de 2000) é uma velocista dominicana, campeã mundial de atletismo. Conquistou a medalha de ouro no  Campeonato Mundial de Atletismo de 2022, em Eugene, no revezamento 4x400 m misto  junto com os compatriotas  Lidio Feliz, Marileidy Paulino e Alexander Ogando.